# テリー・ファレル (小惑星)
テリー・ファレル (26734 Terryfarrell) は小惑星帯に位置する小惑星。香港生まれのカナダの天文学者、William Kwong Yu Yeung（中国名：楊光宇）がアメリカ、アリゾナ州のデザート・ビーバー天文台で発見した。
アメリカのSFテレビドラマシリーズ『スタートレック:ディープ・スペース・ナイン』にジャッジア・ダックス役で出演したファッション・モデル出身のアメリカ合衆国の女優、テリー・ファレル (Terry Farrell) に因んで命名された。